# Oxytrichlorure de vanadium
L’oxytrichlorure de vanadium est un composé chimique de formule VOCl3. Il s'agit d'un liquide jaune très oxydant utilisé comme réactif en synthèse organique. Des impuretés de tétrachlorure de vanadium (en) VCl4 induisent souvent une coloration orange ou rouge. Hygroscopique, il s'hydrolyse au contact de l'air en libérant du chlorure d'hydrogène. Il est soluble dans des solvants apolaires tels que le benzène, le dichlorométhane et l'hexane. La solution est diamagnétique du fait de l'état d'oxydation +5 du vanadium dans ce composé. 
La molécule a une géométrie tétraédrique, avec un angle de liaison O–V–Cl de 111° et Cl–V–Cl de 108°. Les liaisons V–O et V–Cl ont une longueur respective de 157  et   214 pm. Il est chimiquement comparable au trichlorure de phosphoryle POCl3, mais celui-ci n'est pas oxydant.

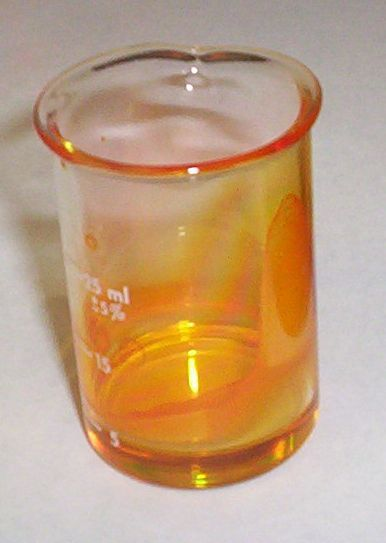
Hydrolyse de l'oxytrichlorure de vanadium au contact de l'air avec dépôts orange de V2O5.

## Synthèse
On peut obtenir d'oxytrichlorure de vanadium par chloration de l'oxyde de vanadium(V) V2O5 à 600 °C :
3 Cl2 + V2O5 ⟶ 2 VOCl3 + 1,5 O2.
Il est également possible d'utiliser de l'oxyde de vanadium(III) V2O3 :
3 Cl2 + V2O3 ⟶ 2 VOCl3 + 0,5 O2.
Une synthèse de laboratoire plus commune consiste en une chloration de V2O5 par du chlorure de thionyle SOCl2 :
V2O5 + 3 SOCl2 ⟶ 2 VOCl3 + 3 SO2.

## Réactions

### Hydrolyse et alcoolyse
L'oxytrichlorure de vanadium s'hydrolyse rapidement en donnant de l'oxyde de vanadium(V) V2O5 et de l'acide chlorhydrique HCl :
2 VOCl3 + 3 H2O ⟶ V2O5 + 6 HCl.
Le VOCl3 réagit avec les alcools notamment en présence d'un accepteur de protons pour donner des alcoolates, comme l'illustre la synthèse de l'isopropylate de vanadyle (en) VO(OCH(CH3)2 :
VOCl3 + 3 HOCH(CH3)2 ⟶ VO(OCH(CH3)2 (en) + 3 HCl.

### Interconversions vers d'autres composés V–O–Cl
L'oxytrichlorure est également utilisé pour produire l'oxydichlorure de vanadium (en) VOCl2 :
V2O5 + 3 VCl3 + VOCl3 ⟶ 6 VOCl2 (en).
Il est possible d'obtenir du monochlorure de dioxovanadium (en) VO2Cl à l'aide d'une réaction atypique impliquant le monoxyde de dichlore Cl2O :
VOCl3 + Cl2O ⟶ VO2Cl (en) + 2 Cl2.
À >180 °C, le VO2Cl se décompose en V2O5 et VOCl3 ; le VOCl2 se décompose également pour donner du VOCl3 ainsi que du VOCl.

### Formation d'adduits
Le VOCl3 est un acide de Lewis fort, comme l'indique sa tendance à former des adduits avec diverses bases telles que l'acétonitrile et les amines. Lors de la formation des adduits, la coordinence du vanadium passe de 4 avec une géométrie tétraédrique à 6 avec une géométrie octaédrique :
VOCl3 + 2 H2NEt ⟶ VOCl3(H2NEt)2.